# Чкаловский сельский совет (Крым)
Чкаловский сельский совет (укр. Чкаловська сільська рада, крымскотат. Çkalovo köy şurası) — административно-территориальная единица в Нижнегорском районе в составе АР Крым Украины (фактически до 2014 года), ранее до 1991 года — в составе Крымской области УССР в СССР, до 1954 года — в составе Крымской области РСФСР в СССР, до 1945 года — в составе Крымской АССР РСФСР в СССР. Население по переписи 2001 года составляло 2540 человек, площадь совета — 68 км². Территория сельсовета находится на северо-западе района, в степном Крыму.
К 2014 году сельсовет состоял из 6 сёл:

| - Великоселье - Заливное - Коврово | - Луговое - Степановка - Чкалово |

## История
По сведениям из сборника «Города и села Украины. Автономная Республика Крым. Город Севастополь. Историко-краеведческие очерки» Чкаловский сельсовет был образован в 1974 году в составе Нижнегорского района Крымской области УССР, путём разделения Ковровского сельсовета на Чкаловский и Пшеничненский, при этом, в труде «История городов и сел Украинской ССР: Том Крым» 1974 года сведения о сельсовете (в окончательном составе) уже присутствуют, следовательно, совет основан несколько ранее. Не изменился состав и к 1977 году.  С 12 февраля 1991 года сельсовет в восстановленной Крымской АССР, 26 февраля 1992 года переименованной в Автономную Республику Крым. С 21 марта 2014 года — аннексирован Россией. Законом «Об установлении границ муниципальных образований и статусе муниципальных образований в Республике Крым» от 4 июня 2014 года территория административной единицы была объявлена муниципальным образованием со статусом сельского поселения.